# Torre della Federazione
La Torre della Federazione o Torre Federaciya (in russo Башня Федерация?) è un complesso di grattacieli situato a Mosca nel lotto 13 del cantiere del Centro internazionale di affari di Mosca, in Russia. Il progetto è stato ideato da Sergei Tchoban e Peter Schweger. La costruzione delle torri è iniziata nel 2004. Successivamente, si è fermata fino a quando non riprese nell'agosto 2011 ed è stata completata nel 2015.
Al termine della costruzione, uno dei due edifici è diventato tra i più alti del mondo. I lavori di costruzione sono eseguiti dalla società russa "Potok".
Il complesso è costituito da due torri costruite su un podio: la Torre Est, una struttura di 95 piani e la Torre Ovest di 63 piani.
Il complesso è delimitato da un rettangolo di tre vicoli più una strada di passaggio. Tutti e tre i vicoli hanno il nome di terrapieno Presnenskaya, ma l'arteria sul lato est del complesso è chiamata 1a Arteria delle Guardie Rosse.
L'edificio ospita uffici, suite e appartamenti. Come previsto nel progetto, tre ponti sospesi coperti, tra la Torre Est e la Torre Ovest ospitano ristoranti e bar.
Secondo il costruttore della torre, la società Potok, il calcestruzzo speciale che utilizza per la costruzione, chiamato B90, il quale è due volte più forte del cemento normale, consente al grattacielo di resistere ad un colpo diretto di un aeromobile in volo.

## Torre Est
La torre più alta del complesso si trova nella parte orientale del lotto 13, in precedenza era nota come Torre "A". Nel novembre 2006, dopo una gara, è stato rinominata a Torre "Vostok (Est)".
La Torre Est è stata progettata per 94 dei suoi piani in superficie, per 3 piani sotto terra ed è stata dotata di 17 ascensori ad alta velocità. Ai primi di dicembre 2009, la società di gestione Potok (ex-Mirax Group) ha annunciato che, in caso di problemi finanziari il numero dei piani sarebbe potuto essere ridotto da 94 a 64. Tuttavia, nel marzo 2010, il management della società ha dichiarato che la torre sarebbe stata completata secondo i piani del progetto iniziale.

### Costruzione

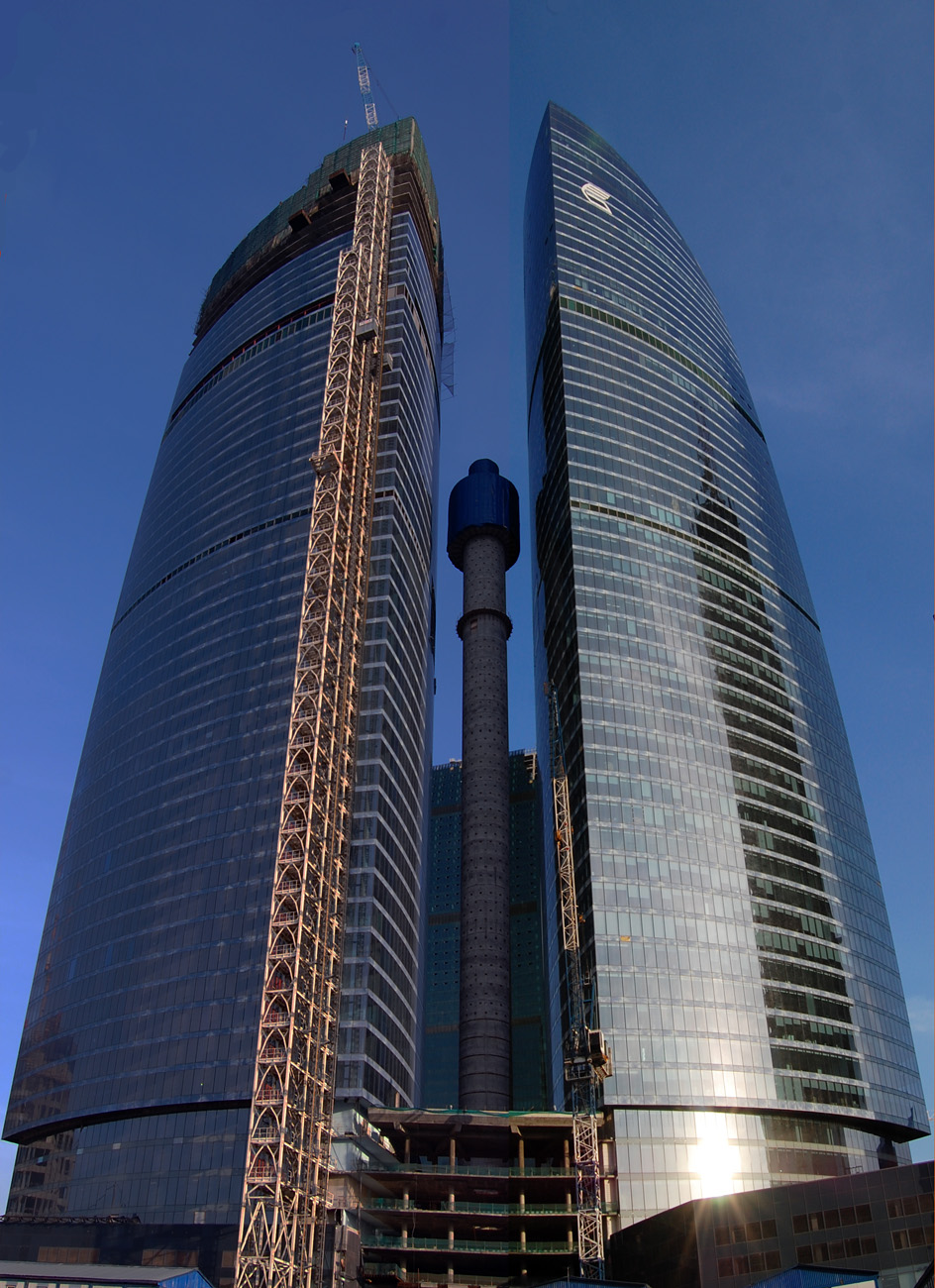
L'edificio in costruzione

La costruzione di questa torre sembra essere la seconda fase della creazione dell'intero complesso, durante la costruzione della prima Torre "Zapad (Ovest)", il suo design subì notevoli cambiamenti e divenne radicalmente diverso dalla versione originale. In primo luogo, nella metratura dei piani, inoltre la torre divenne più spessa alla base nella misura in cui una parte dei pavimenti, a partire dall'11º piano, sporge poco oltre il confine del lotto 13. Anche il nucleo della torre fu significativamente rivisto e ora ha una forma trapezoidale, anziché esagonale come stabilito nel progetto precedente. Le colonne portanti diventarono di spessore doppio, pertanto, la quantità di calcestruzzo necessaria per la costruzione delle colonne aumentò di 4 volte e di conseguenza anche la massa totale della costruzione si appesantì.
Il 21-24 febbraio 2007 durante la costruzione della piastra di fondazione, un nuovo record fu aggiunto al Guinness dei primati: 14.000 metri cubi di calcestruzzo furono versati.
Nel processo di costruzione, è stato il fatto che la prima piastra di base è stata coperta con una seconda piastra di base, che ha portato il complesso a perdere un livello sotterraneo e a un ritardo nel processo di costruzione di almeno 5 mesi. La stravaganza di questa decisione, risiede nel fatto che a giudicare dalle fotografie ottenute dal sito, quando i costruttori iniziarono i preparativi per la costruzione del primo piano interrato, improvvisamente i lavori si fermarono. Le gru installate furono smantellate, il rinforzo precedentemente preparato per le colonne e l'altro rinforzo, per la seconda piastra di base, vennero tagliati.
Nel processo di costruzione, il ritmo dell'erezione della torre cambiò nel corso di una fase di tempo piuttosto ampia: le parti sotterranee e del podio vennero costruiti ad una velocità media di circa 2 livelli al mese, dopo che il podio venne completato, la costruzione dei piani standard, procedette ad una velocità maggiore, di 4 piani al mese. Invece ai piani 33-34 dell'edificio la costruzione venne sospesa per più di 5 mesi. Una delle gru fu sostituita con due più potenti e venne costruita una struttura metallica con stabilizzatori più forti, contribuendo alla maggiore rigidità della costruzione e alla sua resistenza alle raffiche di vento.
A partire da metà maggio 2008, la torre ha raggiunto una altezza di circa 170 metri.
Nel novembre 2008, a causa della recessione economica mondiale e alla mancanza di fondi, la costruzione della torre è stata sospesa.
Il 5 luglio 2011, la società Potok ha annunciato la costruzione della torre a più riprese. La progressione effettiva dei lavori nella torre doveva iniziare nel mese di settembre 2011. Al 30 marzo 2012, il 67º piano della Torre Est è stato completato e l'installazione delle vetrate era in corso.

### Fuoco nel cielo
Il 2 aprile 2012, i vigili del fuoco e gli elicotteri antincendio hanno lottato per spegnere un enorme incendio che ha completamente distrutto il 67º piano (allora in costruzione) della Torre Est. "Il fuoco era visibile da gran parte della metà occidentale della capitale russa. Due elicotteri antincendio rumorosamente scaricarono secchi enormi di acqua sulle fiamme prima che il Ministero delle Emergenze dicesse che alle 11:30 il fuoco era spento del tutto (19:30 GMT), circa tre ore dopo lo scoppio."
Il Generale Maggiore Sergei Anikeyev, vice capo del dipartimento di emergenza della città, disse in un'intervista: "L'area interessata dal fuoco ha superato i 300 metri quadrati".
"Le 14 persone che si trovavano in corrispondenza dei piani dell'incendio sono state evacuate. Nessuno è rimasto ferito", comunicò Itar-Tass.

## Torre Ovest
La torre più bassa del complesso si trova nella parte occidentale del lotto 13 del cantiere, è stata precedentemente nota come Torre "B". Poi nel novembre 2006, dopo la gara per il nome, è stata rinominata "Torre Zapad (Ovest)". Dispone di 63 piani in superficie e 4 interrati, 11 ascensori doppi e 6 ad alta velocità.

### Costruzione
La costruzione di questa torre è stata la prima fase dell'intera creazione del complesso Federation, ma l'altezza della torre è stata aumentata rispetto ai progetti originali (al primo progetto, la torre Ovest era stata progettata per essere alta la metà della torre Est). Essa ha un nucleo esagonale, la cui costruzione è stata condotta ad una velocità più alta (1-2 piani al mese in più) di quella di costruzione del resto della torre. L'edificio fu completato all'inizio del 2008.
Ripresa nel giugno 2011, dal 30 marzo 2012 il 67º piano della Torre Est è stato completato, il rivestimento in vetro della torre è in corso.

### Premi
- 2009 - La torre occidentale del complesso Federation è risultata vincitrice del concorso mondiale FIABCI Prix d'Exellence nella categoria "Property Office".
- 2011 - La Torre della Federazione è stata premiata con il premio "Record di mercato immobiliare" nella "sala conferenze No. 1" nomination.

### Altezza
Era stata progettata una guglia, poi demolita dopo essere stata tagliata dal progetto, che doveva raggiungere l'altezza di 509 metri.

## Curiosità

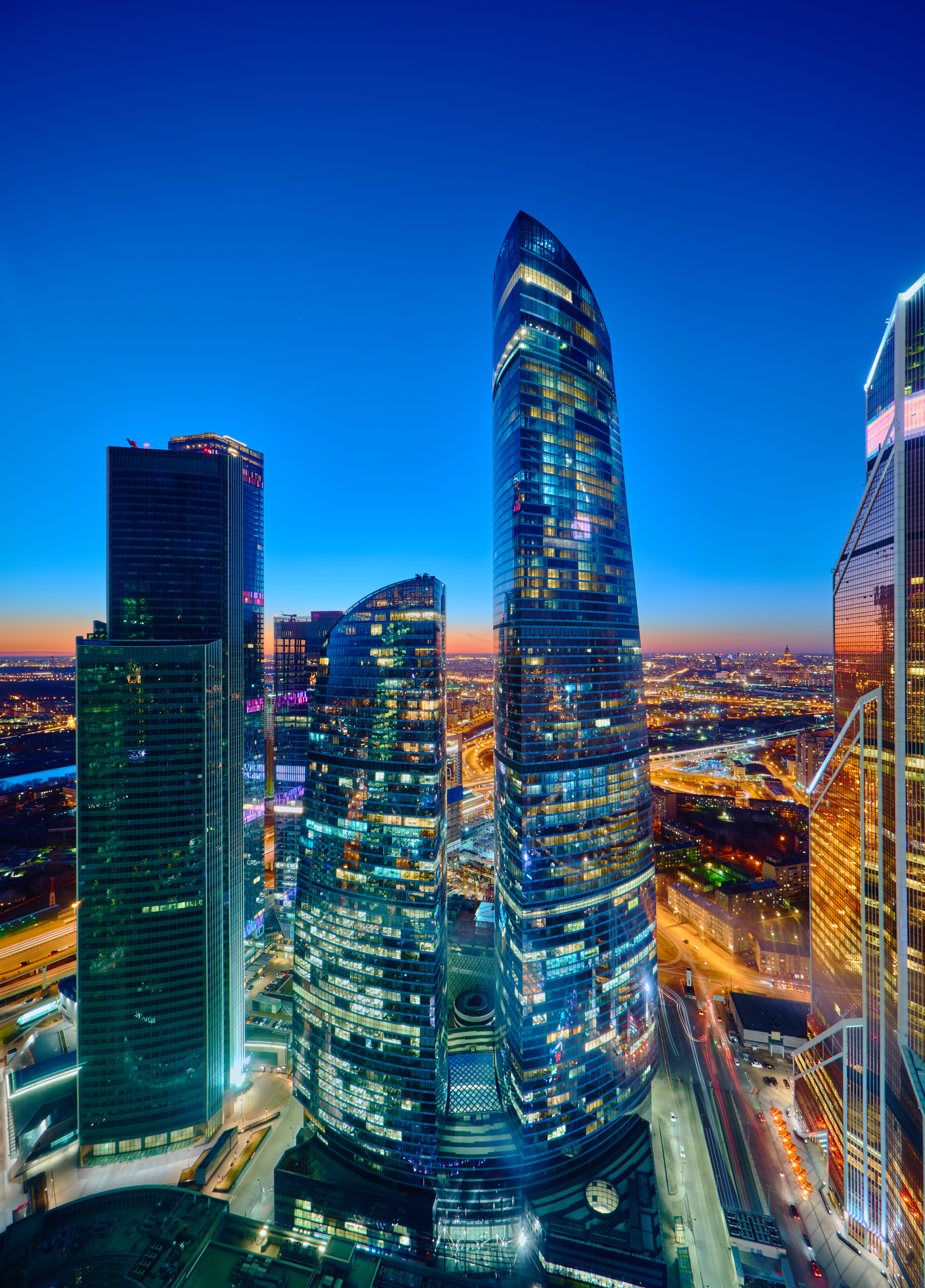
Grattacielo di notte

- Attualmente, il 61º piano della Torre Ovest ospita il più alto ristorante di Mosca, inoltre l'edificio sostiene anche l'orologio digitale situato più in alto al mondo.
- L'edificio è utilizzato attivamente come meta per visite turistiche e rappresenta una struttura di riferimento per gli amanti degli sport estremi (ponticelli di base, alpinisti, ecc). Inoltre è diventato un sito per la ripresa di film e video (spettacoli televisivi, pubblicità e film). Nel 2012, il canale televisivo Moscow-24 ha girato un film sulla complessa attività di costruzione. Inoltre un film dedicato al grattacielo è stato fatto da Discovery Channel nel 2009.
- La torre è stata scalata in solitario dal francese Alain Robert nel settembre 2007.
- Il 2 aprile 2012 un incendio al 67º piano (ancora incompiuto) dell'edificio (a 251 metri dal suolo) si diffuse in diverse sezioni ai piani 65 e 66.[5] I vigili del fuoco e i militari combatterono l'incendio, domandolo quasi quattro ore dopo il suo inizio.
- Per la forma del grattacielo è probabile che gli architetti si siano ispirati ad uno Sloop.
- Il 30 luglio 2023, a nord attraverso il vicolo dall'ingresso posteriore sul lato nord del complesso, al primo piano, un aereo, un drone ucraino, si è schiantato contro un ramo di Rosbank alla 1ª arteria delle  Guardie Rosse e ha fatto saltare in aria la facciata di quell'edificio.[6][7]

## Galleria d'immagini

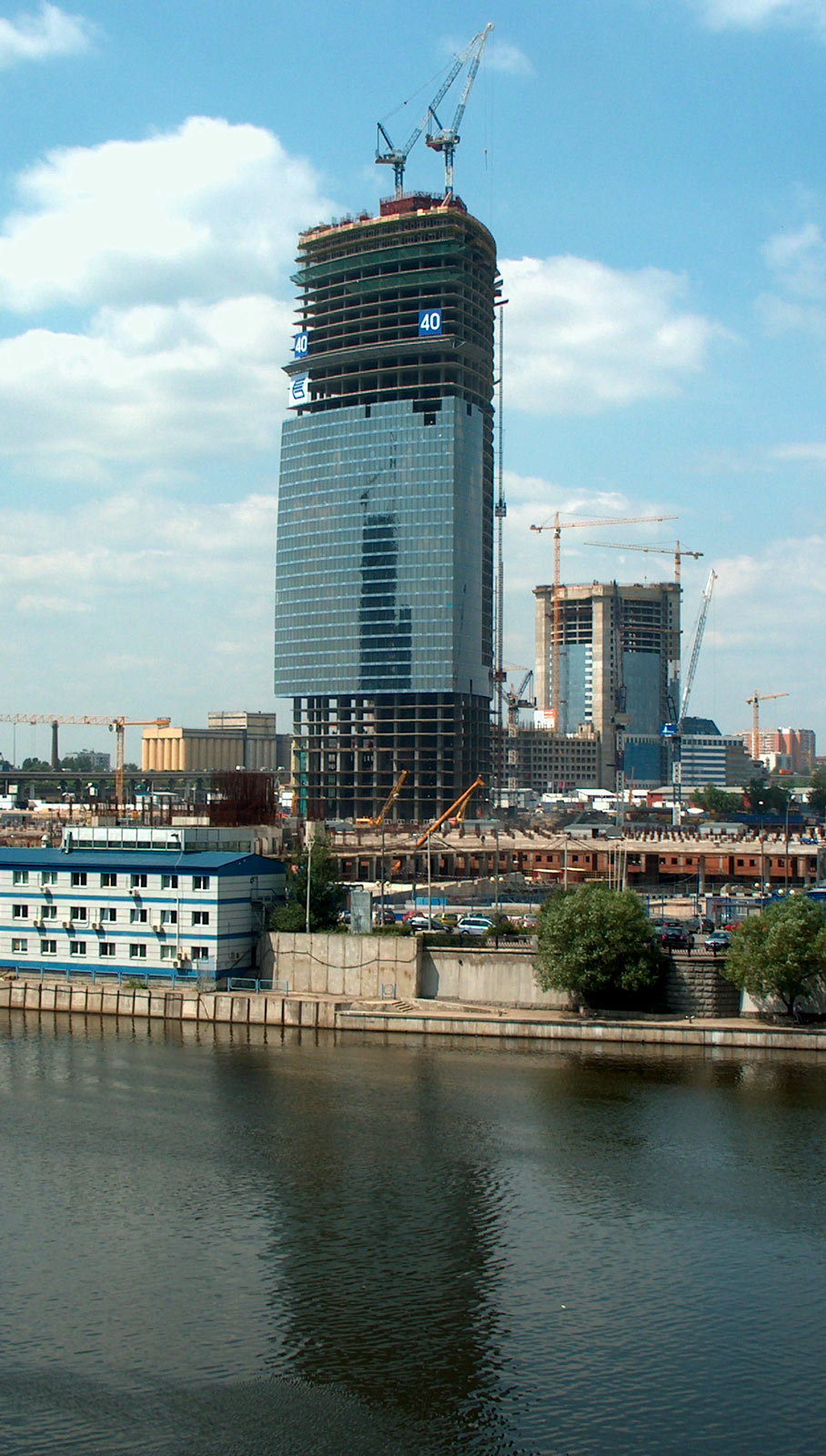
Torre B 28 giugno 2006
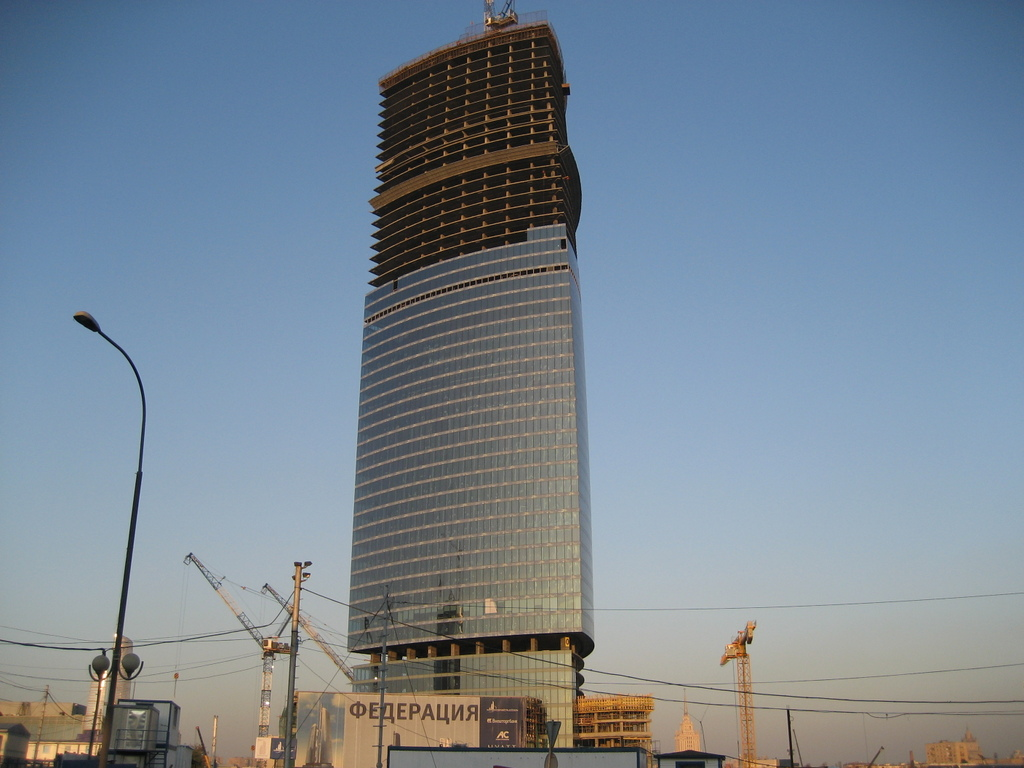
24 settembre 2006
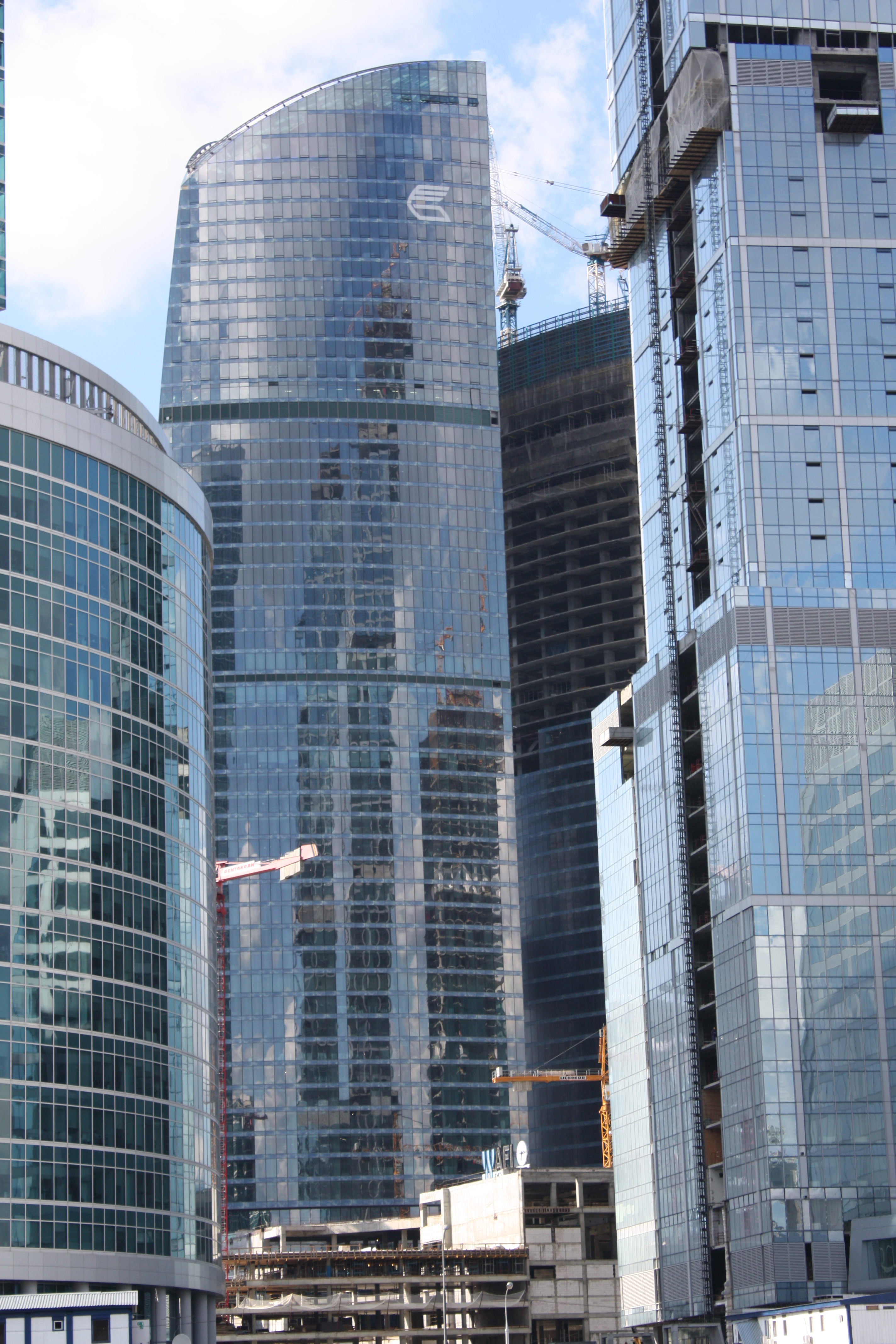
21 luglio 2008
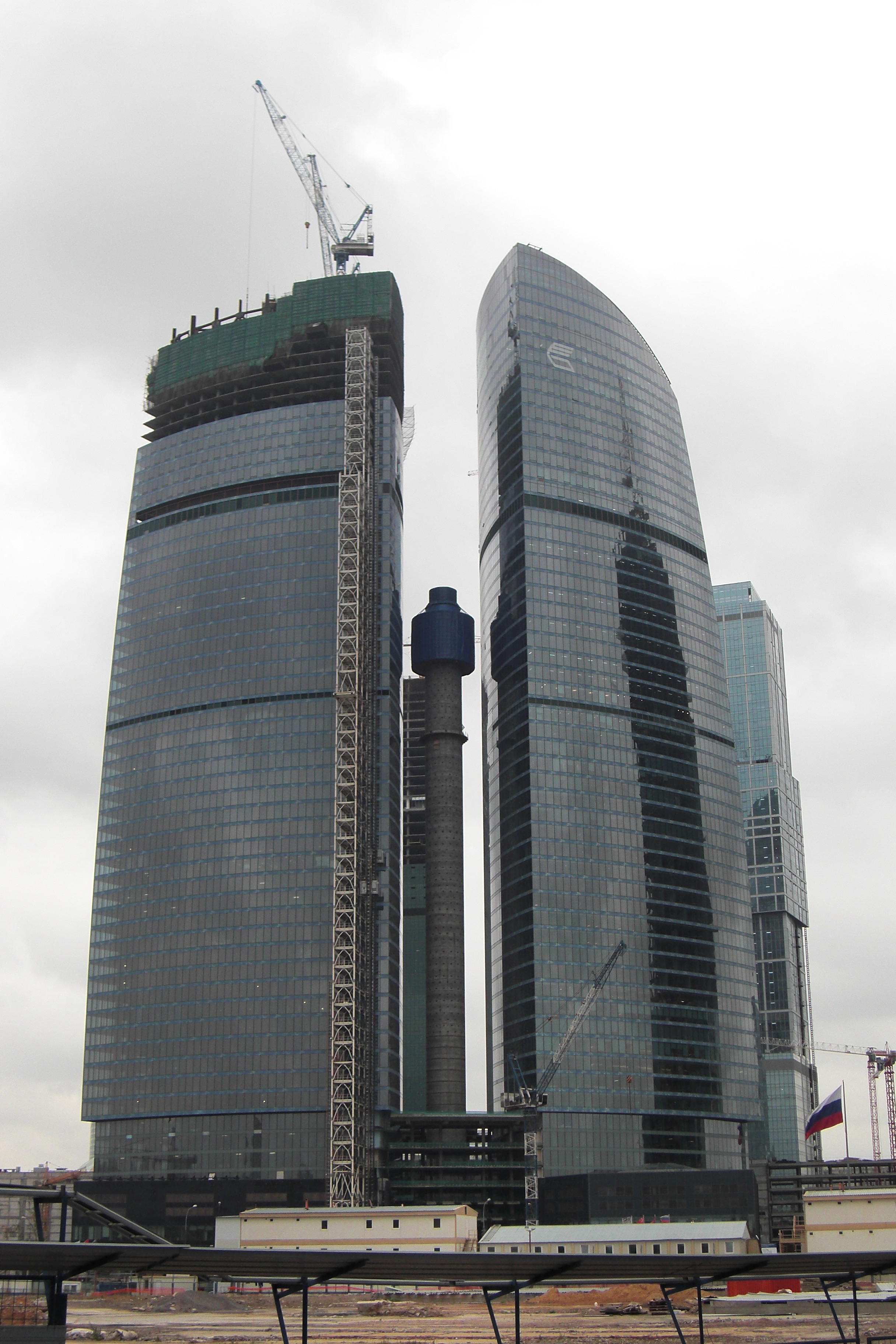
28 settembre 2009
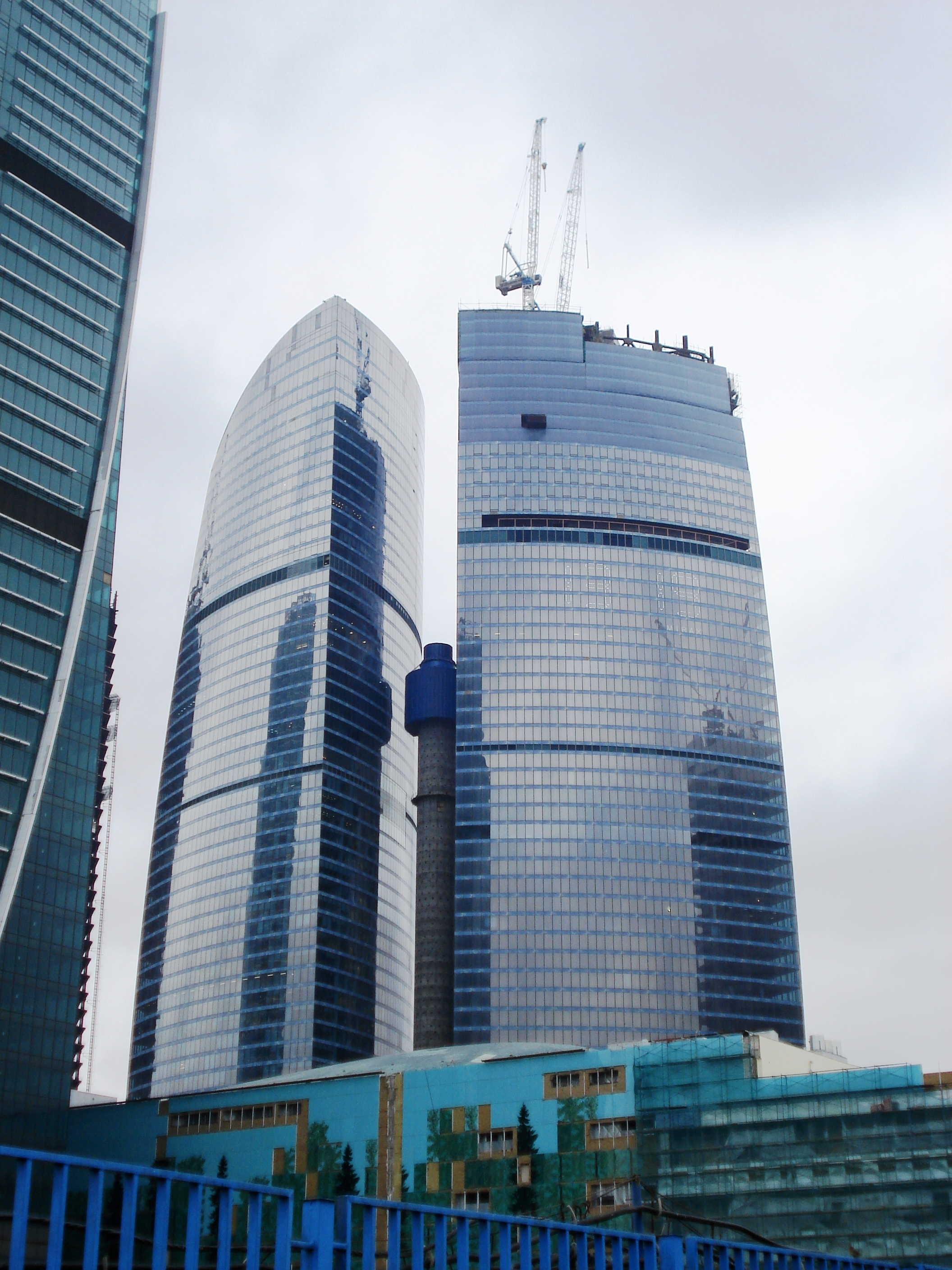
Novembre 2010
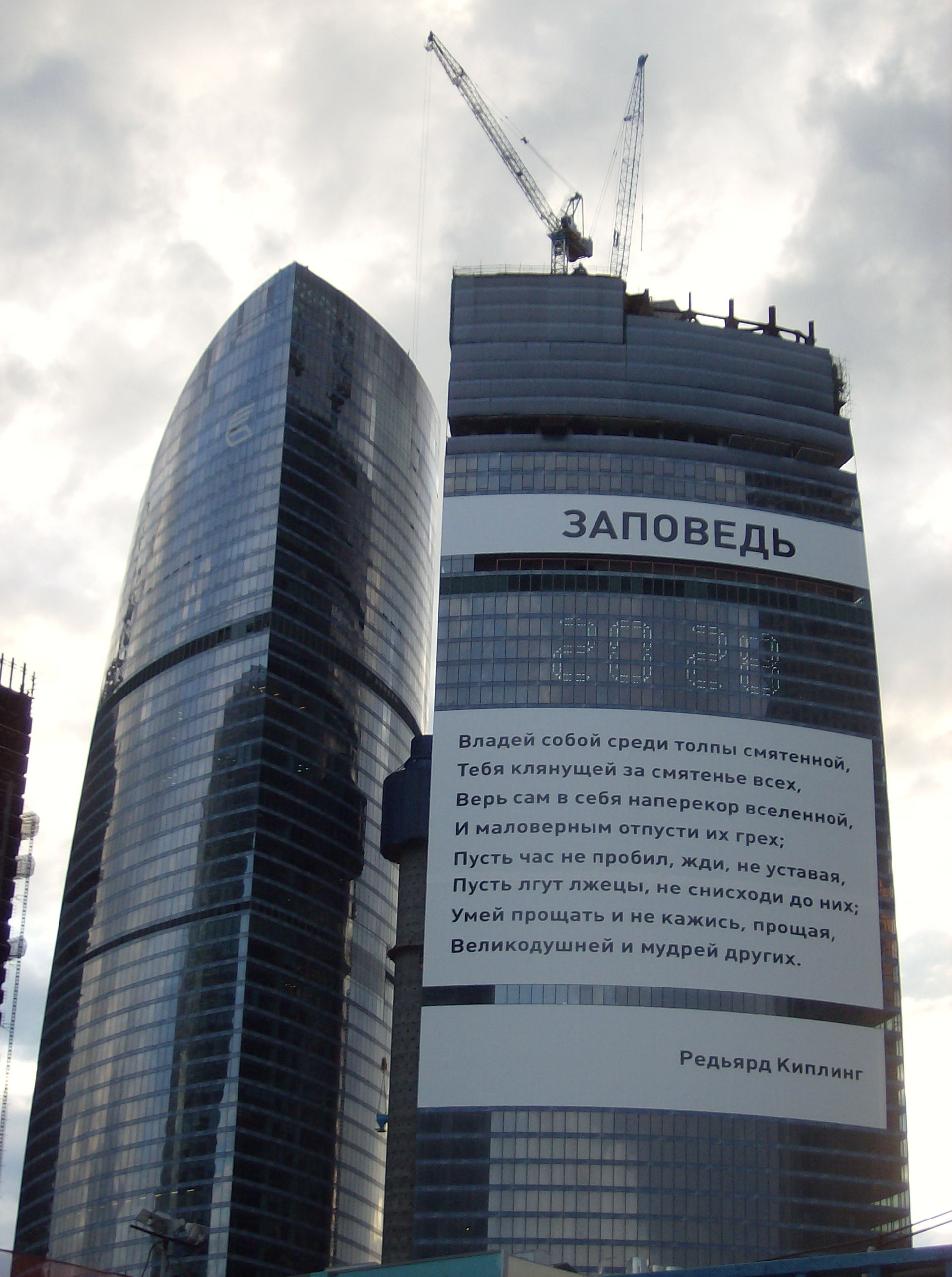
1º agosto 2011
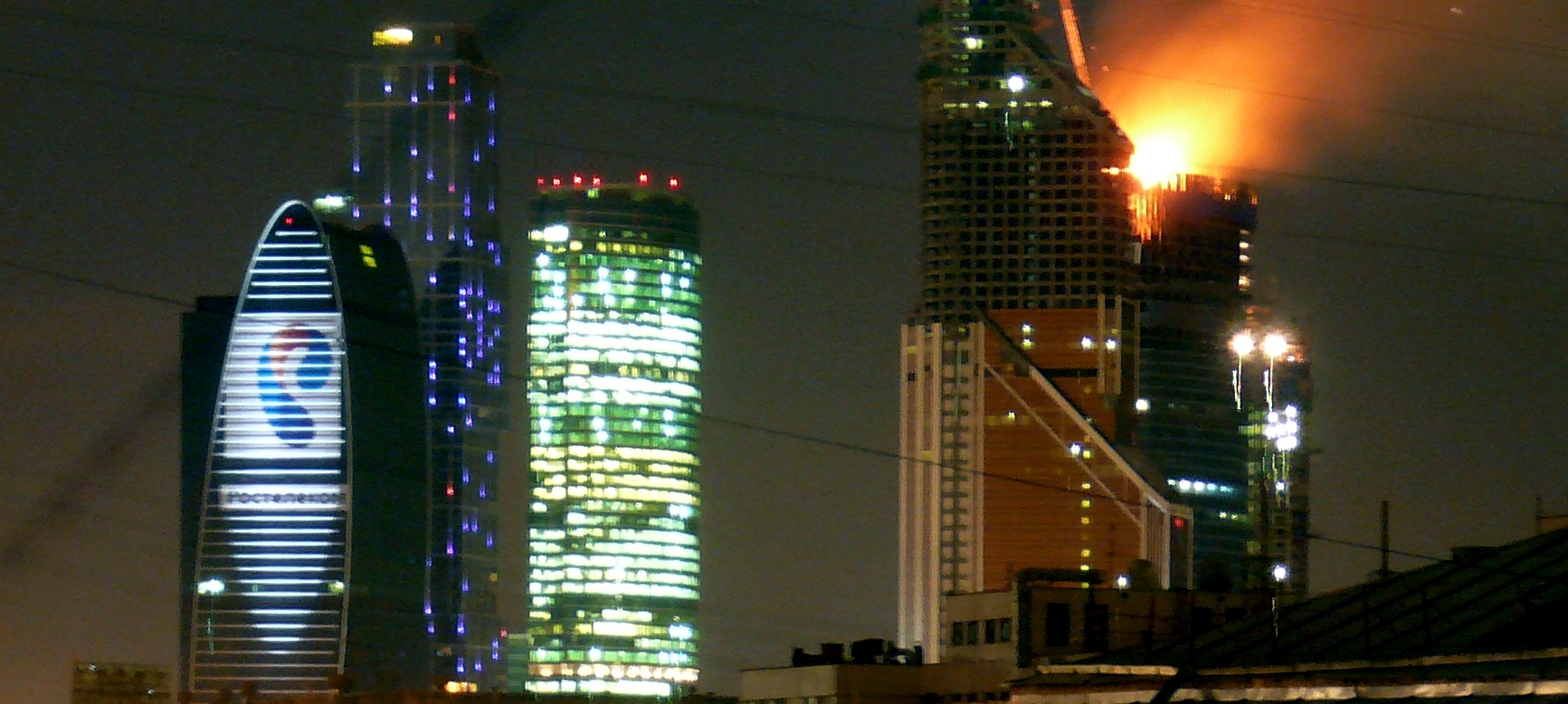
2 aprile 2012
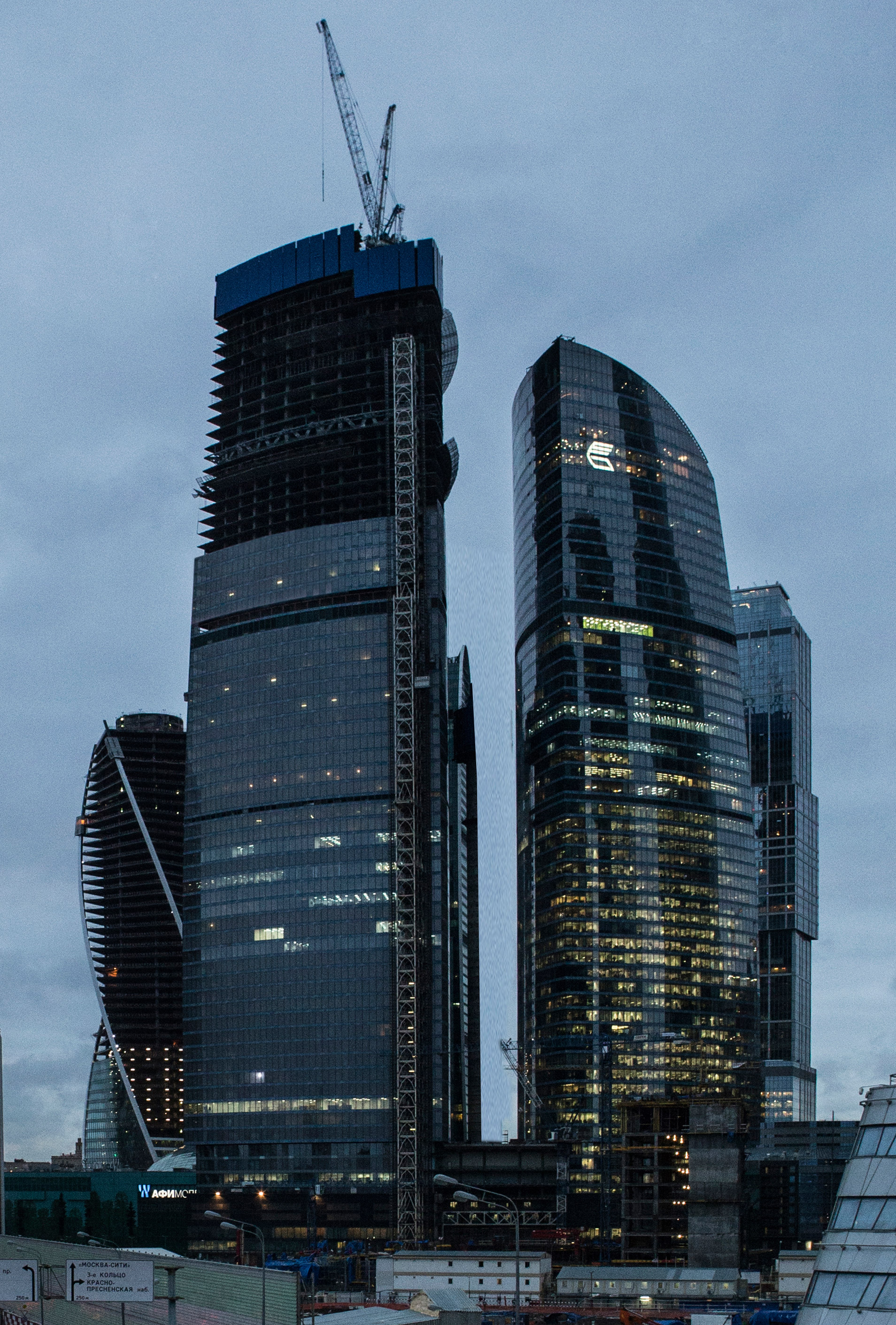
aprile 2014
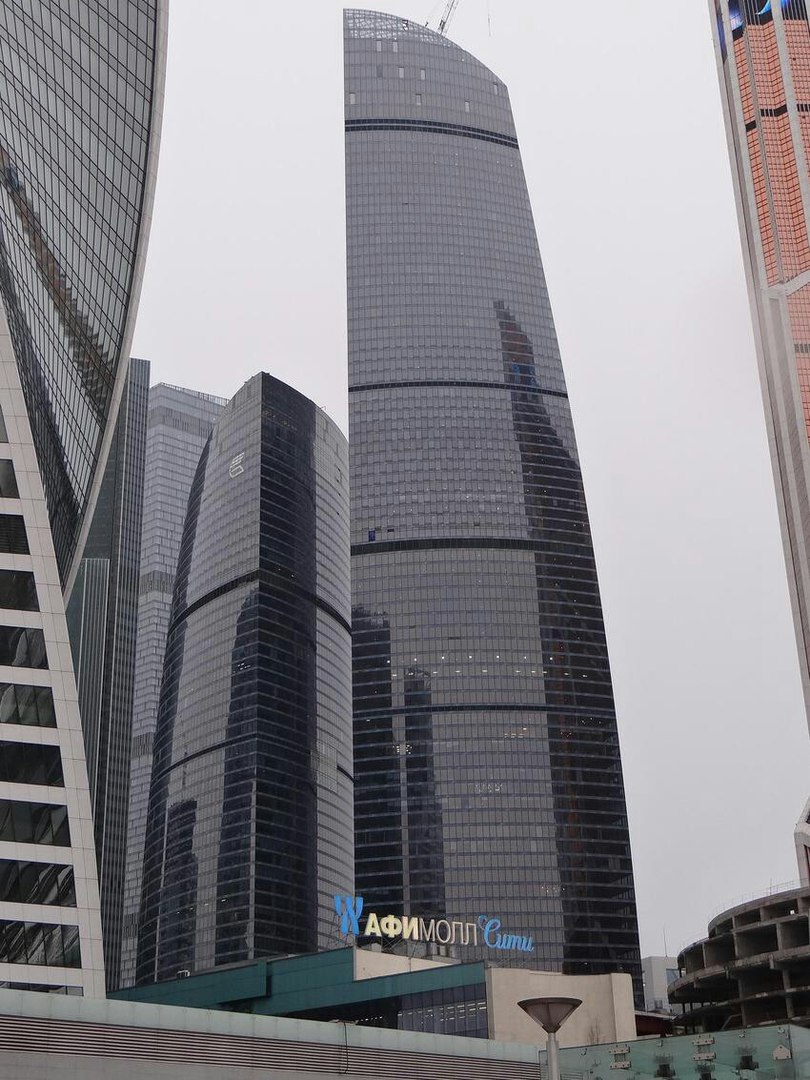
febbraio 2016